# Хамях
Хамях (тадж. пиряхи Хамях; до 31 июля 2023 года — ледник Бивачный) — ледник на Памире, в Таджикистане. Крупнейший левый приток ледника Ванджях. Длина 30,1 км, площадь около 100 км², высота устья ~ 3450 м. Открыт в 1908 году экспедицией капитана Н. И. Косиненко.

## География
Основной поток ледника Хамях образуется в «розетке» на восточном склоне хребта НАНТ в 5 км севернее пика Гармо (6602) в результате слияния ледника Хамгах (Крутого), ледника Национального флага РТ (ОГПУ) и еще трех других притоков ледника Хамях. Отсюда, с высоты 4520 м, ледник течет на северо-восток, принимая слева крупные притоки — ледники ТГПУ им. С. Айни (МГУ), Ошанина и Кайковус (Калинина). Правые притоки ледника Хамях по размерам значительно уступают левым, их всего два — S-образный ледник, стекающий из-под перевала Большой Фонтан, и ледник, стекающий из-под перевала Кустовского.
Нижняя часть ледника Хамях (от ледника Ошанина до ледника Ванджях) полностью закрыта моренными отложениями, здесь много озер, поверхность ледника очень неровная и трудно проходимая. Обычный путь для передвижения на этом участке — карман правобережной морены.
Этот карман является традиционным местом для установки базовых лагерей при организации восхождений на пики Исмоили Сомони (7495), Россия (6875), Ахмади Дониша (6645) и на другие вершины района. Отсюда начиналось и первовосхождение на пик Коммунизма в 1933 году.
Выше устья ледника Ошанина по оси ледника Хамях на несколько километров тянется гряда огромных кальгаспоров, возможно, самых больших на Памире. Высота ледяных зубьев здесь достигает 20 и более метров.
Ледник Бивачный связан с окружающими ледниками множеством, как правило, трудных перевалов. На запад на ледник Зобулистон (Вавилова; приток ледника Гармо) ведут перевалы Московский (5480, 3Б), Вавилова (5581, 3Б), Хаджибей (5350, 3А) и Бивачный (5381, 3А). Чуть севернее на ледник Систон (тоже приток ледника Гармо) можно пройти через сложный перевал Россия (6158, 3Б*). На север на ледник Аюджилга ведет очень сложный перевал Ворошилова-Калинина (5690, 3Б*). На юг, на ледник РГО ведут перевалы Гармо (или Отрада) (5700, 3Б) и РГО (5621, 3Б). На юго-восток через труднопреодолимый хребет между ледниками Хамях и Вандях пройдено несколько сложных перевалов, самые простые из которых: ГМС «Ледник Федченко» (5677, 3Б), Большой фонтан (5897, 3Б), Кустовского (5503, 3Б) и Сейсмологов (5300, 3Б).